# Communauté d’agglomération Cœur d’Ostrevent
Die Communauté d’agglomération Cœur d’Ostrevent ist ein französischer Gemeindeverband mit der Rechtsform einer Communauté d’agglomération im Département Nord in der Region Hauts-de-France. Sie wurde am 26. Dezember 2000 gegründet und umfasst 20 Gemeinden (Stand: 1. Januar 2024). Der Verwaltungssitz befindet sich in der Gemeinde Lewarde.

## Historische Entwicklung
Am 1. Januar 2019 trat die Gemeinde Émerchicourt aus diesem Gemeindeverband aus und schloss sich der Communauté d’agglomération de la Porte du Hainaut an. Diese Entscheidung wurde in der Folge vom Gericht annulliert.
Die Verordnung des Präfekten vom 26. September 2023 schließlich ordnet mit Wirkung zum 1. Januar 2024 den Austritt der Gemeinde Émerchicourt aus diesem Gemeindeverband und den Beitritt zur Communauté d’agglomération de la Porte du Hainaut an.
Der Erlass des Präfekten vom 31. Dezember 2024 legte mit Wirkung zum 1. Januar 2025 die Änderung der Rechtsform des Gemeindeverbands zur Communauté d’agglomération und die gleichzeitige Änderung des bisherigen Namens Communauté de communes Cœur d’Ostrevent zum aktuellen Namen fest.

## Mitgliedsgemeinden
| Gemeinde                                    | Einwohner 1. Januar 2022 | Fläche km² | Dichte Einw./km² | Code INSEE | Postleitzahl |
| ------------------------------------------- | ------------------------ | ---------- | ---------------- | ---------- | ------------ |
| Aniche                                      | 10.001                   | 6,52       | 1.534            | 59008      | 59580        |
| Auberchicourt                               | 4.626                    | 7,12       | 650              | 59024      | 59165        |
| Bruille-lez-Marchiennes                     | 1.345                    | 4,33       | 311              | 59113      | 59490        |
| Écaillon                                    | 1.883                    | 4,00       | 471              | 59185      | 59176        |
| Erre                                        | 1.576                    | 5,88       | 268              | 59203      | 59171        |
| Fenain                                      | 5.533                    | 5,78       | 957              | 59227      | 59179        |
| Hornaing                                    | 3.522                    | 8,95       | 394              | 59314      | 59171        |
| Lewarde                                     | 2.388                    | 3,90       | 612              | 59345      | 59287        |
| Loffre                                      | 717                      | 2,60       | 276              | 59354      | 59182        |
| Marchiennes                                 | 4.506                    | 21,44      | 210              | 59375      | 59870        |
| Masny                                       | 4.028                    | 7,12       | 566              | 59390      | 59176        |
| Monchecourt                                 | 2.488                    | 6,77       | 368              | 59409      | 59234        |
| Montigny-en-Ostrevent                       | 4.588                    | 5,42       | 846              | 59414      | 59182        |
| Pecquencourt                                | 6.160                    | 9,60       | 642              | 59456      | 59146        |
| Rieulay                                     | 1.226                    | 7,29       | 168              | 59501      | 59870        |
| Somain                                      | 11.902                   | 12,32      | 966              | 59574      | 59490        |
| Tilloy-lez-Marchiennes                      | 538                      | 5,50       | 98               | 59596      | 59870        |
| Vred                                        | 1.311                    | 3,42       | 383              | 59629      | 59870        |
| Wandignies-Hamage                           | 1.310                    | 6,30       | 208              | 59637      | 59870        |
| Warlaing                                    | 599                      | 3,89       | 154              | 59642      | 59870        |
| Communauté d’agglomération Cœur d’Ostrevent | 70.247                   | 138,15     | 508              | –          | –            |